# Christian Lunn
Christian Ditlev Lunn (ved dåben: Kristian) (født 2. december 1804 på Fødselsstiftelsen i København, død 19. august 1890 i Hellebæk) var en en dansk departementschef og overformynder, bror til Carl Frederik August og Peter Lunn.

## Militær karriere
Han var en søn af major, ejer af Knabstrup og Dorthealyst Willars Knudsen Lunn og Henriette Caroline Eleonore født Hersleb. Han blev 1822 student fra Herlufsholm og underofficer i Kongens Livkorps, 1827 sekondløjtnant, 1829 premierløjtnant, 1834 kaptajn og kompagnichef, blev 1836 sat uden for nummer og à la suite og fik 1843 afsked fra Hæren.

## Juridisk karriere
Imens blev 1828 Lunn juridisk kandidat, 1830 volontør i Danske Kancelli, 1834 kancellist i dettes kontor for kirke- og almueskolesager, 1840 chef for Kancelliets brandforsikringskontor, 1841 chef for dets kontor for lens- og udskrivningssager samt lenssekretær og 1848 departementschef for Justitsministeriets 3. departement, 1854 for 2. departement. Den nidkærhed, pålidelighed og forretningsdygtighed, han i disse stillinger og som medlem af flere vigtige kommissioner havde lagt for dagen, bidrog væsentlig til, at man efter omordningen af Københavns Overformynderi i slutningen af 1857 satte ham i spidsen for denne institution. Han omfattede denne virksomhed med varm interesse, og under de overvejelser, der gik forud for Loven af 26. maj 1868, blev der jævnlig lagt beslag på hans sagkundskab, ligesom det også blev ham, der ledede den praktiske gennemførelse af denne lov, ifølge hvilken alle de tidligere Overformynderier for landet og købstæderne som en særlig afdeling henlagdes under overformynderen for København. 1869 blev han således overformynder. På grund af svækket helbred søgte han 1878 sin afsked og fik denne, og han døde 19. august 1890 på Frederiksberg.
1842 var han blevet kancelliråd, 1846 justitsråd, 1850 etatsråd og ved sin afgang 1878 konferensråd. 13. juli 1851 Ridder af Dannebrogordenen, 30. december 1857 Dannebrogsmand og 25. november 1876 Kommandør af 2. grad af Dannebrog.
Lunn var desuden 1841 og 1846 sekretær i Kommissioner vedr. værnepligt, 1848-80 direktør ved De Klarupske Stiftelser, 1854 tilforordnet i repræsentantskabet for Det kgl. octr. alm. Brandassurance-Co. for Varer og Effekter indtil 1858, 1855 formand for Kommissionen vedr. omordning af brandforsikringsvæsenet.
Han blev gift 5. november 1840 i Helligåndskirken med Elise Wilhelmine Lange (31. juli 1817 i København - 27. august 1901 på Frederiksberg), datter af overpræsident Michael Lange.
Han er begravet på Frederiksberg Ældre Kirkegård.

## Gengivelser
- Portrætmaleri
- Portrætmaleri af Carl Bloch (1883, Overformynderiet)
- Buste af Axel Frederik Pacht (1879, Overformynderiet)
- Fotografi (Det Kongelige Bibliotek)